# Sida galheirensis
Sida galheirensis är en malvaväxtart som beskrevs av Oskar Eberhard Ulbrich. Sida galheirensis ingår i släktet sammetsmalvor, och familjen malvaväxter. Inga underarter finns listade i Catalogue of Life.